# Fairouzeh
Fairouzeh (tiếng Ả Rập: فيروزه) là một ngôi làng 3 dặm về phía Đông Nam thành phố Homs ở Syria. Do sự phát triển đô thị trong khu vực, Fairouzeh, giống như Zaydal gần đó, hiện được coi là một trong những vùng ngoại ô của Homs. Năm 2004, nó có dân số 6.456. Cư dân của nó chủ yếu là Kitô hữu Syriac.

## Từ nguyên
Nguồn gốc của tên "Fairouzeh" đang còn là tranh cãi. Nhiều người tin rằng nó bắt nguồn từ từ fayruz, có nghĩa là "màu ngọc lam" trong tiếng Syriac (một phương ngữ của ngôn ngữ Aramaic vẫn được nói ở đó), liên quan đến màu xanh của cảnh quan xung quanh. Tuy nhiên, một số nhà sử học tin rằng cái tên "Fairouzeh" đã được đề cập trong Cựu Ước là "Berothah" (Sách thứ hai của Samuel, 8:8).
Phần lớn cư dân trong làng là nông dân. Phần lớn người dân sở hữu đủ đất để trồng lúa mì, lúa mạch, đậu lăng, cây ô liu và rượu vang nho. Hầu như mọi gia đình đều nuôi cừu, dê và gà. Những người nông dân ban đầu cũng sở hữu ngựa, lừa và bò. Họ tự túc cung cấp thực phẩm cơ bản trong suốt cả năm.
Nguồn nước được lấy từ các giếng sâu khoảng (18 đến 20 mét). Hai giếng nổi tiếng nhất (Jub) là Jub Hamza và Jub Jaaber. Không có sự tồn tại của hai giếng này, cuộc sống liên tục ở Fayruzah như chúng ta biết nó sẽ không tồn tại. Cấu trúc của Jub Hamza ở giữa làng được bảo tồn như một tượng đài của người Hồi giáo cho thế hệ hiện tại và tương lai. Ngôi làng hiện sử dụng nước và điện.
Những người lớn tuổi trong làng được biết đến với những bộ quần áo đầy màu sắc và độc đáo. Hầu hết đàn ông, phụ nữ và trẻ em đều mặc trang phục truyền thống tương tự. Những ngôi nhà được xây dựng tương tự về hình dạng và thiết kế kiến trúc. Tường nhà truyền thống được xây dựng từ những mảnh bùn cứng và mái nhà từ gỗ và phủ đầy cỏ khô và bùn. Một số ngôi nhà lớn ban đầu có một vài gia đình sống cạnh nhau.
Các tên gia đình được biết đến nhiều nhất ở Fayruzah thời kỳ đầu là: Abdullatif, Abdulnour, Abdulhai, Abdel Aziz, Askar, Assaf, Assfour, Attiyah, Ballat, Dabbous, Danial, Deeb, Dib, Diab, Darghali, Fattali, Fattali, Habahab, Habroun, Hannoun, Hamad, Hawara, Helow, Hourany, Howarah, Hushaan, Hussary, Jubi, Joudi, Kassas, Khalil, Maida, Mbarkeh, Maleh, Makhool, Mashour, Masoud, Masour, Nussais, Rahal, Ruboz, Sayegh, Seder, Shahadeh, Shahla, Taweel, Toma, Tissan, Trad, Watfa, Wanis, Younan. Trong 50 năm qua, nhiều gia đình đã chuyển đến Fayruzah từ các thị trấn và làng mạc lân cận và biến nó thành nhà của họ. 

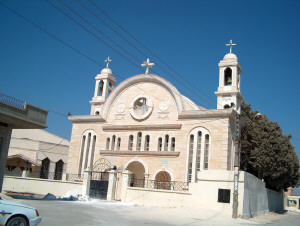
Chính thống giáo Elias Syriac

Dân số của Fairouzah gồm khoảng 7.000 người. Dựa trên một kế hoạch dân sự hiện tại và tương lai, nó sẽ chiếm khoảng 425 mẫu Anh (1,72 km2) đất khi hoàn thành. Ngôi làng được ước tính đã được thành lập vào khoảng thế kỷ 16. Cư dân đầu tiên của nó chủ yếu là các Kitô hữu Chính thống Syriac đến từ Sadad vào thế kỷ 16. Họ di cư đến Fayruzah để gần gũi hơn với Homs và do đó được hưởng lợi từ điều kiện sống tốt hơn. Hầu hết họ là nông dân.

### Kỷ nguyên hiện đại
Đầu thế kỷ 20, tất cả trẻ em đều học tiểu học. Họ được dạy về tôn giáo và giáo dục phổ thông. Trường trung học cơ sở đầu tiên được xây dựng tại Fayruzah vào năm 1949 là một trong số rất ít trường trung học xung quanh Homs. Nhiều sinh viên từ Fayruzah và các làng lân cận đã tốt nghiệp trường này và tiếp tục học cao hơn ở Homs và Damascus.
Từ cuối Thế chiến I cho đến sau thập niên 1960, một làn sóng lớn cư dân của Fayruzah di cư đến Nam Mỹ và Hoa Kỳ, tìm kiếm điều kiện sống tốt hơn. Hiện tại có một cộng đồng lớn của người Fairouzian ở Los Angeles và những người nhỏ hơn ở Detroit, Jacksonville và Miami.